# Diecezja Pasig
Diecezja Pasig – diecezja rzymskokatolicka na Filipinach. Powstała 28 czerwca 2003 z terenu archidiecezji Manili.

## Lista biskupów
- Francisco San Diego (2003 – 2010)
- Mylo Hubert Vergara (od 2011)